# Liste der Baudenkmale in Wismar
In der Liste der Baudenkmale in Wismar sind alle denkmalgeschützten Bauten der mecklenburgischen Stadt Wismar und ihrer Ortsteile aufgelistet. Grundlage ist die öffentliche Liste der Denkmale des Bauamts der Hansestadt Wismar, Abteilung Sanierung und Denkmalschutz  mit dem Stand vom 30. Oktober 2019.

## Baudenkmale nach Ortsteilen

### Wismar
| ID | Lage                                                                            | Bezeichnung | Beschreibung | Bild |
| -- | ------------------------------------------------------------------------------- | --- | --- | --- |
|    | ABC-Straße 1 (Karte)                                                            | Wohn- und Geschäftshaus | | Wohn- und Geschäftshaus                                                                                             |
|    | ABC-Straße 1a (Karte)                                                           | Wohnhaus | | Wohnhaus |
|    | ABC-Straße 17 (Karte)                                                           | Wohn- und Geschäftshaus | | Wohn- und Geschäftshaus                                                                                             |
|    | Altböterstraße 9 (Karte)                                                        | Wohn- und Geschäftshaus | | Wohn- und Geschäftshaus                                                                                             |
|    | Alter Holzhafen 11 (Karte)                                                      | Speicher an der Koppelseite | In dem Gebäude befinden sich heute Wohnungen. | Speicher an der Koppelseite                                                                                         |
|    | Alter Holzhafen 19 (Karte)                                                      | Lotsenhaus | | Lotsenhaus |
|    | Alter Holzhafen 27 (Karte)                                                      | Wohn- und Geschäftshaus, Gehrcke-Haus | | Wohn- und Geschäftshaus, Gehrcke-Haus                                                                               |
|    | Altwismarstraße 1 (Karte)                                                       | Wohnhaus | | Wohnhaus |
|    | Altwismarstraße 8 (Karte)                                                       | Wohnhaus | | Wohnhaus |
|    | Altwismarstraße 10 (Karte)                                                      | Wohn- und Geschäftshaus | | Wohn- und Geschäftshaus                                                                                             |
|    | Altwismarstraße 12 (Karte)                                                      | Wohn- und Geschäftshaus | Bau mit Arkaden von 1956 | Wohn- und Geschäftshaus                                                                                             |
|    | Altwismarstraße 14 (Karte)                                                      | Wohngebäude bestehend aus Vorderhaus und Kemladen | | |
|    | Altwismarstraße 21 (Karte)                                                      | ursprüngliches Kino, heute Geschäftshaus | | |
|    | Altwismarstraße 23 (Karte)                                                      | Wohn- und Geschäftshaus | Klassizistisches Vorderhaus von 1830, hofseitiger Kemladen etwa Mitte 16. Jahrhundert, Sanierung 2013 bis 2015 | Wohn- und Geschäftshaus                                                                                             |
|    | Altwismarstraße 26 (Karte)                                                      | Wohn- und Geschäftshaus | | Wohn- und Geschäftshaus                                                                                             |
|    | Altwismarstraße 27 (Karte)                                                      | Wohn- und Geschäftshaus | | Wohn- und Geschäftshaus                                                                                             |
|    | Altwismarstraße 28 (Karte)                                                      | Wohn- und Geschäftshaus | Bau von 1954, alter Fratzenziegel über dem Eingang am Erker | Wohn- und Geschäftshaus                                                                                             |
|    | Am Katersteig (Karte)                                                           | Stadtmauer | Rest der mittelalterlichen Stadtmauer | |
|    | Am Katersteig 2a, 2b, 2c (Karte)                                                | Siechenhaus | ursprüngliches Siechenhaus, heute Pflegeheim | |
|    | Am Lohberg 8 (Karte)                                                            | Wohnhaus | | Wohnhaus |
|    | Am Lohberg 10 (Karte)                                                           | Wohn- und Geschäftshaus | | Wohn- und Geschäftshaus                                                                                             |
|    | Am Lohberg 11 (Karte)                                                           | Wohn- und Geschäftshaus | | Wohn- und Geschäftshaus                                                                                             |
|    | Am Lohberg 12 (Karte)                                                           | Wohn- und Geschäftshaus | | Wohn- und Geschäftshaus                                                                                             |
|    | Am Lohberg 14a (Karte)                                                          | Fachwerkhaus | | |
|    | Am Markt (Karte)                                                                | Gedenkplatte | | Gedenkplatte |
|    | Am Markt (Karte)                                                                | Brunnenhaus, Wasserkunst | Die Wasserkunst entstand nach einem Entwurf aus dem Jahre 1580, erbaut wurde sie bis 1602. Sie war bis 1897 ein Teil der Wasserversorgung der Stadt Wismar. | Brunnenhaus, Wasserkunst                                                                                            |
|    | Am Markt 1 (Karte)                                                              | Rathaus | | Rathaus |
|    | Am Markt 2, 2a (Karte)                                                          | Apotheke, Ratsapotheke | | Apotheke, Ratsapotheke                                                                                              |
|    | Am Markt 3 (Karte)                                                              | Haus | | Haus |
|    | Am Markt 4 (Karte)                                                              | Haus | | Haus |
|    | Am Markt 8 (Karte)                                                              | Wohn- und Geschäftshaus, Marktapotheke | | Wohn- und Geschäftshaus, Marktapotheke                                                                              |
|    | Am Markt 9 (Karte)                                                              | Wohn- und Geschäftshaus | | Wohn- und Geschäftshaus                                                                                             |
|    | Am Markt 11 (Karte)                                                             | Haus | Stadtwache von 1858 nach Plänen von Helmuth Brunswig im Tudorstil als Hauptwache, Feuerwache und Gefängnis; heute saniert als Stadthaus – BürgerServiceCenter Wismar mit der TouristInfo | Haus |
|    | Am Markt 14 (Karte)                                                             | Wohn- und Geschäftshaus | | Wohn- und Geschäftshaus                                                                                             |
|    | Am Markt 15 (Karte)                                                             | Haus | Bau der Niederländischen Renaissance vom 16. Jahrhundert, ab 1632 bis um 1801 Kommandantenhaus Wismar, heute Sparkasse | Haus |
|    | Am Markt 16,17 (Karte)                                                          | Bankgebäude | | Bankgebäude |
|    | Am Markt 18 (Karte)                                                             | Wohnhaus | Bau aus dem 16. Jahrhundert mit mittelalterlichen Kern im Keller und Treppengiebel | Wohnhaus |
|    | Am Markt 19 (Karte)                                                             | Gaststätte, Reuterhaus | | Gaststätte, Reuterhaus                                                                                              |
|    | Am Markt 20, 21 (Karte)                                                         | Gaststätte, Alter Schwede | Ältestes Bürgerhaus Wismars | Weitere Bilder |
|    | Am Markt 22 (Karte)                                                             | Gaststätte | Ältestes Bürgerhaus Wismars | Gaststätte |
|    | Am Markt 23 (Karte)                                                             | Wohnhaus | | Wohnhaus |
|    | Am Markt 24 (Karte)                                                             | Fassade | | Fassade |
|    | Am Markt 25 (Karte)                                                             | Fassade und Keller | | Fassade und Keller                                                                                                  |
|    | Am Markt 26 (Karte)                                                             | Wohnhaus | | Wohnhaus |
|    | Am Markt 27 (Karte)                                                             | Wohn- und Geschäftshaus | | Wohn- und Geschäftshaus                                                                                             |
|    | Am Markt 28 (Karte)                                                             | Wohn- und Geschäftshaus | | Wohn- und Geschäftshaus                                                                                             |
|    | Am Markt 29 (Karte)                                                             | Apotheke, „Hirsch-Apotheke“, Inneneinrichtung | | Apotheke, „Hirsch-Apotheke“, Inneneinrichtung                                                                       |
|    | Am Poeler Tor 1 (Karte)                                                         | Wohnhaus | 2-gesch. barocker Speicher von 1681, saniert und genutzt durch u.a. Praxen | Wohnhaus |
|    | Am Poeler Tor 3 (Karte)                                                         | Wohnhaus | 3-gesch. verputztes barockes Giebelhaus als Speicher von 1658, saniert um 2008/09 | Wohnhaus |
|    | Am Poeler Tor 5 (Karte)                                                         | Wohnhaus | | |
|    | Am Salzhaff 2–21 (Karte)                                                        | Siedlung | | Siedlung |
|    | Am Salzhaff 2 (Karte)                                                           | Wohnhaus | | Wohnhaus |
|    | Am Salzhaff 3 (Karte)                                                           | Wohnhaus | | Wohnhaus |
|    | Am Salzhaff 4 (Karte)                                                           | Wohnhaus | | Wohnhaus |
|    | Am Salzhaff 5 (Karte)                                                           | Wohnhaus | | Wohnhaus |
|    | Am Salzhaff 6 (Karte)                                                           | Wohnhaus | | Wohnhaus |
|    | Am Salzhaff 7 (Karte)                                                           | Wohnhaus | | Wohnhaus |
|    | Am Salzhaff 8 (Karte)                                                           | Wohnhaus | | Wohnhaus |
|    | Am Salzhaff 9 (Karte)                                                           | Wohnhaus | | Wohnhaus |
|    | Am Salzhaff 10 (Karte)                                                          | Wohnhaus | | Wohnhaus |
|    | Am Salzhaff 11 (Karte)                                                          | Wohnhaus | | Wohnhaus |
|    | Am Salzhaff 12 (Karte)                                                          | Wohnhaus | | Wohnhaus |
|    | Am Salzhaff 13 (Karte)                                                          | Wohnhaus | | Wohnhaus |
|    | Am Salzhaff 14 (Karte)                                                          | Wohnhaus | | Wohnhaus |
|    | Am Salzhaff 15 (Karte)                                                          | Wohnhaus | | Wohnhaus |
|    | Am Salzhaff 16 (Karte)                                                          | Wohnhaus | | Wohnhaus |
|    | Am Salzhaff 17 (Karte)                                                          | Wohnhaus | | Wohnhaus |
|    | Am Salzhaff 18 (Karte)                                                          | Wohnhaus | | Wohnhaus |
|    | Am Salzhaff 19 (Karte)                                                          | Wohnhaus | | Wohnhaus |
|    | Am Salzhaff 20 (Karte)                                                          | Wohnhaus | | Wohnhaus |
|    | Am Salzhaff 21 (Karte)                                                          | Wohnhaus | | Wohnhaus |
|    | Am Schilde 4 (Karte)                                                            | Wohnhaus | 2-gesch. Haus mit Mansarddach und Dachhaus | Wohnhaus |
|    | Am Schilde 5 (Karte)                                                            | Wohnhaus | 3-gesch. neoklassizistisches Giebelhaus mit Bossenmauerwerk im EG | Wohnhaus |
|    | Am Schilde 11 (Karte)                                                           | Wohn- und Geschäftshaus | 3- und 4-gesch. historisierendes Haus mit Mezzaningeschoss und gestalterisch orientalisiertem Seitenrisalit | Wohn- und Geschäftshaus                                                                                             |
|    | Am Schwedenstein (Karte)                                                        | Gedenkstein, Schwedenstein | | |
|    | An der Koggenoor 6 (Karte)                                                      | Abwasserpumpwerk | | |
|    | An der Koggenoor 23 (Karte)                                                     | ehemalige Poliklinik der Mathias-Thesen-Werft | | |
|    | Am Strande 4 (Karte)                                                            | Bürohaus | Das Baumhaus ist ein Barockbau aus dem 18. Jahrhundert, von dem aus seinerzeit die Zufahrt zum Hafen reguliert wurde. Hierfür legte der Bohmschlüter einen schwimmenden Schlagbaum in die Hafeneinfahrt. | Bürohaus |
|    | Bademutterstraße 2 (Karte)                                                      | Apotheke, Löwenapotheke | Mittelalterlicher Bau, Umbau u.a. 1659 mit barocker Fassade und 1851 teilweise im Stil der Neorenaissance | Apotheke, Löwenapotheke                                                                                             |
|    | Bademutterstraße 11 (Karte)                                                     | Wohnhaus | | Wohnhaus |
|    | Bademutterstraße 14 (Karte)                                                     | Wohnhaus | | Wohnhaus |
|    | Bademutterstraße 16 (Karte)                                                     | Wohnhaus | 3-gesch. um 2002 saniertes Wohnhaus mit breitem Giebel | |
|    | Badstaven 20 (Karte)                                                            | Schule, Pestalozzi-Oberschule | | Schule, Pestalozzi-Oberschule                                                                                       |
|    | Bahnhofstraße / Wasserstraße (Karte)                                            | Bahnhof mit Empfangsgebäude, Vorgebäude, Güterschuppen, Lokschuppen Poeler Straße, Bahnsteighalle und Wasserstation | Zum Bahnhof gehört der Lokschuppen Poeler Straße. | Bahnhof mit Empfangsgebäude, Vorgebäude, Güterschuppen, Lokschuppen Poeler Straße, Bahnsteighalle und Wasserstation |
|    | Bahnhofstraße 1 (Karte)                                                         | Wohnhaus | | |
|    | Bauhofstraße 1 (Karte)                                                          | Wohnhaus | 3-gesch. Haus von 1864 nach Plänen von Heinrich Thormann, später zeitweise Offizierskasino | Wohnhaus |
|    | Bauhofstraße 15a (Karte)                                                        | Stadtturm | Das letzte steinerne Zeugnis der städtischen Wehranlage | Stadtturm |
|    | Baumweg 3 (Karte)                                                               | Laboratorium | Laboratorium der Ingenieur-Akademie (1910 mit Labor Elektrotechnik, ab 1913 mit weiterem Labor Maschinenbau) | Laboratorium |
|    | Baustraße 27, Papenstraße 16 (Karte)                                            | Wohnhaus | | Wohnhaus |
|    | Baustraße 54 (Karte)                                                            | Wohnhaus | 2-gesch. Wohnhaus mit Mezzaningeschoss und mittlerem Giebelrisalit, heute mit einer sozialen Einrichtung | Wohnhaus |
|    | Baustraße 70 (Karte)                                                            | Speicher | 2-gesch. ehem. Speicher, Fachwerk mit Rotstein-Ausfachungen; heute saniertes Gebäude | Speicher |
|    | Beguinenstraße 2 (Karte)                                                        | Haus | 2-gesch. Giebelhaus der Renaissance von 1522, bis 2002 Sitz der Stadtbibliothek | Haus |
|    | Beguinenstraße 4 (Karte)                                                        | Bürogebäude | | Bürogebäude |
|    | Bei der Klosterkirche 8 (Karte)                                                 | Schule | | Schule |
|    | Bliedenstraße 13 (Karte)                                                        | Wohnhaus, Bertramsche Stiftung | 3-gesch. Wohnhaus mit Giebelrisalit und tiefem Portal, ehem. Bertram’sches Stiftungshaus, Inschrift Velthusen Wittenhus | Wohnhaus, Bertramsche Stiftung                                                                                      |
|    | Bliedenstraße 16a (Karte)                                                       | Keller im Hofbereich | | |
|    | Bliedenstraße 28 (Karte)                                                        | Wohnhaus | | Wohnhaus |
|    | Bliedenstraße 30 (Karte)                                                        | Wohnhaus | Spätklassizistisches Wohnhaus von 1846, ehem. Velthusen-Witwenhaus, auch Krämerwitwenhaus, finanziert von der Stiftung Velthusen von 1742 | Wohnhaus |
|    | Bliedenstraße 34 (Karte)                                                        | Wohnhaus | | Wohnhaus |
|    | Bliedenstraße 36 (Karte)                                                        | Wohnhaus | heute mit Galerie und Ferienwohnungen | Wohnhaus |
|    | Böttcherstraße 25 (Karte)                                                       | Wohnhaus, ehem. Bude | 2-gesch. Wohnhaus mit gotischem Kern als frühere sogenannte Bude, im Frühbarock erneuert mit klassizistischen Veränderungen, saniert 2019 | |
|    | Böttcherstraße 35 (Karte)                                                       | Wohnhaus | | Wohnhaus |
|    | Bohrstraße 1 (Karte)                                                            | Wohn- und Geschäftshaus | 2-gesch. klassizistisches Haus mit 3-gesch. Giebel | Wohn- und Geschäftshaus                                                                                             |
|    | Bohrstraße 2 (Karte)                                                            | Wohn- und Geschäftshaus | 2-gesch. Haus mit mittelalterlichen Backsteinresten, 1457 erstmals erwähnt | Wohn- und Geschäftshaus                                                                                             |
|    | Bohrstraße 3 (Karte)                                                            | Wohnhaus | 2-gesch. 6-achsiges Haus mit 3-gesch. Mittelrisalit | Wohnhaus |
|    | Bohrstraße 5a (Karte)                                                           | Wohnhaus | 3-gesch. barockes Giebelhaus mit Rundabschluss | Wohnhaus |
|    | Bohrstraße 11 (Karte)                                                           | Wohn- und Geschäftshaus | 3-gesch. historisierendes Haus mit seitlichem Giebelrisalit. im Bild hinten zweites Haus von links | Wohn- und Geschäftshaus                                                                                             |
|    | Bohrstraße 12 (Karte)                                                           | Haus | 4-gesch. weißes Giebelhaus als Hotel mit Tierskulptur im Giebel | Haus |
|    | Bohrstraße 12a (Karte)                                                          | Haus | 2-gesch. barockes rotes Giebelhaus als Hotel Alter Speicher | Haus |
|    | Bohrstraße 13 (Karte)                                                           | Wohnhaus | 2-gesch. barockes Giebelhaus mit Figur im Giebel | Wohnhaus |
|    | Bohrstraße 15 (Karte)                                                           | Wohnhaus & Kemladen | 3-gesch. barockes Haus als mittelalterliches Dielenhaus mit Kemlade | Wohnhaus & Kemladen                                                                                                 |
|    | Bohrstraße 16 (Karte)                                                           | Wohnhaus | | Wohnhaus |
|    | Breite Straße 10 (Karte)                                                        | Hotel Wismar | 2-gesch. historisierendes Haus von 1896 barockisierenden Zwerchgiebel, zwei Knabenfiguren in der OG-Fassade; saniert 2005/06 | Hotel Wismar |
|    | Breite Straße 29 (Karte)                                                        | Wohnhaus | | Wohnhaus |
|    | Breite Straße 43 (Karte)                                                        | Wohnhaus | | |
|    | Breite Straße 56 (Karte)                                                        | Wohnhaus | | Wohnhaus |
|    | Breite Straße 58 (Karte)                                                        | Wohnhaus | | Wohnhaus |
|    | Breite Straße 60 (Karte)                                                        | Wohnhaus | | Wohnhaus |
|    | Breite Straße 62 (Karte)                                                        | Wohnhaus | | Wohnhaus |
|    | Breite Straße 64 (Karte)                                                        | Wohnhaus | | Wohnhaus |
|    | Bürgermeister-Haupt-Straße 2 (Karte)                                            | Wohnhaus | | Wohnhaus |
|    | Bürgermeister-Haupt-Straße 16 (Karte)                                           | Wohnhaus | | Wohnhaus |
|    | Bürgermeister-Haupt-Straße 18 (Karte)                                           | Wohnhaus | | Wohnhaus |
|    | Bürgermeister-Haupt-Straße 20 (Karte)                                           | Wohnhaus | | Wohnhaus |
|    | Bürgermeister-Haupt-Straße 22 (Karte)                                           | Wohnhaus | | Wohnhaus |
|    | Bürgermeister-Haupt-Straße 24 (Karte)                                           | Wohnhaus | | Wohnhaus |
|    | Bürgermeister-Haupt-Straße 26 (Karte)                                           | Wohnhaus | | Wohnhaus |
|    | Bürgermeister-Haupt-Straße 46, 48 (Karte)                                       | Kurt-Bürger-Stadion | | Kurt-Bürger-Stadion                                                                                                 |
|    | Dahlberg 1 (Karte)                                                              | Villa | | |
|    | Dahlberg 3, 5 (Karte)                                                           | Villa | | Villa |
|    | Dahlberg 4, 6 (Karte)                                                           | Wohnhaus | | Wohnhaus |
|    | Dahlberg 8 (Karte)                                                              | Wohnhaus | | Wohnhaus |
|    | Dahlberg 9 (Karte)                                                              | Villa | | Villa |
|    | Dahlmannstraße 2 (Karte)                                                        | Villa | | |
|    | Dahlmannstraße 4 (Karte)                                                        | Villa | Villa von um 1900 | Villa |
|    | Dahlmannstraße 10 (Karte)                                                       | Wohnhaus | Haus von 1909 | |
|    | Dahlmannstraße 12 (Karte)                                                       | Wohnhaus | Haus von 1909 | Wohnhaus |
|    | Dahlmannstraße 13 (Karte)                                                       | Wohnhaus | | Wohnhaus |
|    | Dahlmannstraße 14 (Karte)                                                       | Schule, Fritz-Reuter-Schule | 2- und 3-gesch. historisierende verklinkerte Schule | |
|    | Dahlmannstraße (vor Nr. 14) (Karte)                                             | Skulptur, Fritz-Reuter-Büste | Büste (1896) von Hermann Zimmermann | Skulptur, Fritz-Reuter-Büste                                                                                        |
|    | Dahlmannstraße 15 (Karte)                                                       | Wohnhaus | | Wohnhaus |
|    | Dahlmannstraße 22 (Karte)                                                       | Villa Wilhelmine | 2-gesch. Villa Wilhelmine | |
|    | Dahlmannstraße 26 (Karte)                                                       | Wohnhaus | | |
|    | Dahlmannstraße 28 (Karte)                                                       | Wohnhaus | | |
|    | Dahlmannstraße 32 (Karte)                                                       | Villa und Stall | | |
|    | Dahlmannstraße 38 (Karte)                                                       | Villa | | |
|    | Dahlmannstraße 40 (Karte)                                                       | Schule | Knabenvolksschule von 1905 nach Plänen von Johannes Busch, ab 1949 Gerhart-Hauptmann-Schule bzw. -Gymnasium | Schule |
|    | Dankwartstraße 1 (Karte)                                                        | Wohn- und Geschäftshaus | | Wohn- und Geschäftshaus                                                                                             |
|    | Dankwartstraße 5 (Karte)                                                        | Wohn- und Geschäftshaus | 2-gesch. barockes Giebelhaus von um 1668, saniert um 2005 | Wohn- und Geschäftshaus                                                                                             |
|    | Dankwartstraße 6 (Karte)                                                        | Wohnhaus | | |
|    | Dankwartstraße 7 (Karte)                                                        | Haus | | Haus |
|    | Dankwartstraße 8 (Karte)                                                        | Wohnhaus | 2-gesch., gotisches, 1980/85 rekonstruiertes Giebelhaus von 1430 | Wohnhaus |
|    | Dankwartstraße 9 (Karte)                                                        | Wohn- und Geschäftshaus | | Wohn- und Geschäftshaus                                                                                             |
|    | Dankwartstraße 10 (Karte)                                                       | Wohn- und Geschäftshaus | | |
|    | Dankwartstraße 11 (Karte)                                                       | Wohn- und Geschäftshaus | | Wohn- und Geschäftshaus                                                                                             |
|    | Dankwartstraße 13 (Karte)                                                       | Wohnhaus | um 1880 bis 1903 Wilhelm Bade, Pionier der deutschen Nordland- und Polartouristik | Wohnhaus |
|    | Dankwartstraße 16 (Karte)                                                       | Wohn- und Geschäftshaus | | |
|    | Dankwartstraße 17 (Karte)                                                       | Wohn- und Geschäftshaus | | |
|    | Dankwartstraße 19 (Karte)                                                       | Wohn- und Geschäftshaus | | |
|    | Dankwartstraße 25 (Karte)                                                       | Wohn- und Geschäftshaus | | Wohn- und Geschäftshaus                                                                                             |
|    | Dankwartstraße 30 (Karte)                                                       | Wohnhaus | | |
|    | Dankwartstraße 31 (Karte)                                                       | Gebäudehülle zweier Wohn- und Geschäftshäuser | | |
|    | Dankwartstraße 31a (Karte)                                                      | Hofgebäude | | |
|    | Dankwartstraße 32 (Karte)                                                       | Wohn- und Geschäftshaus | | Wohn- und Geschäftshaus                                                                                             |
|    | Dankwartstraße 32 (Karte)                                                       | Lagergebäude und Balkenwaage | | |
|    | Dankwartstraße 43 (Karte)                                                       | Wohn- und Geschäftshaus | | Wohn- und Geschäftshaus                                                                                             |
|    | Dankwartstraße 47 (Karte)                                                       | Wohnhaus | | Wohnhaus |
|    | Dankwartstraße 49 (Karte)                                                       | Wohn- und Geschäftshaus | | Wohn- und Geschäftshaus                                                                                             |
|    | Dankwartstraße 51 (Karte)                                                       | Wohnhaus | | Wohnhaus |
|    | Dankwartstraße 53 (Karte)                                                       | Wohnhaus | | |
|    | Dankwartstraße 55 (Karte)                                                       | Wohn- und Geschäftshaus | 2-gesch. Doppelhaus, Kern aus dem 17. Jh. mit Straßengiebel im Stil des Barocks und der Neorenaissance | Wohn- und Geschäftshaus                                                                                             |
|    | Dankwartstraße 56 (Karte)                                                       | Wohnhaus | | |
|    | Dankwartstraße 57 (Karte)                                                       | Wohnhaus | | Wohnhaus |
|    | Dankwartstraße 69 (Karte)                                                       | Wohnhaus | Haus von 1870 für und von dem Maurermeister Carl Gastler | Wohnhaus |
|    | Dr.-Leber-Straße 4 (Karte)                                                      | Wohnhaus | | |
|    | Dr.-Leber-Straße 34 (Karte)                                                     | Villa | | |
|    | Dr.-Leber-Straße 36 (Karte)                                                     | Villa | | |
|    | Dr.-Leber-Straße 38 (Karte)                                                     | Villa | | |
|    | Dr.-Leber-Straße 44 (Karte)                                                     | Villa | | |
|    | Dr.-Leber-Straße 54 (Karte)                                                     | Villa | | |
|    | Dr.-Leber-Straße 56 (Karte)                                                     | Villa | | |
|    | Dr.-Leber-Straße 65 (Karte)                                                     | Wohnhaus | | |
|    | Dr.-Leber-Straße 77 (Karte)                                                     | Wohnhaus | | |
|    | Dr.-Leber-Straße 81 (Karte)                                                     | Wohnhaus | | |
|    | Dr.-Unruh-Straße 3 (Karte)                                                      | Villa | | |
|    | Dr.-Unruh-Straße 5 (Karte)                                                      | Villa | | |
|    | Dr.-Unruh-Straße 7 (Karte)                                                      | Villa mit Kutscherhaus und Garten | Villa, 1924 in der Formensprache der neobarocken Moderne als Wohnhaus des Fabrikanten Gustav Mahr errichtet. Der originale Zuschnitt sowie die Ausbauelemente, wie Innentüren, Vertäfelungen, Stuckdecken, sind erhalten. Am 7. Mai 1945 Ort des Zusammentreffens von Bernard Montgomery und Konstantin Konstantinowitsch Rokossowski | Villa mit Kutscherhaus und Garten                                                                                   |
|    | Frische Grube 1 (Karte)                                                         | Wohnhaus | | Wohnhaus |
|    | Frische Grube 5 (Karte)                                                         | Wohnhaus | | |
|    | Frische Grube 13 (Karte)                                                        | Feuerwache | | Feuerwache |
|    | Frische Grube 31 (Karte)                                                        | Speicher | | Speicher |
|    | Goethestraße 1 (Karte)                                                          | Villa | | |
|    | Goethestraße 3 (Karte)                                                          | Villa, Garten und Einfriedung | | |
|    | Goethestraße 5 (Karte)                                                          | Villa, Garten und Einfriedung | | |
|    | Goethestraße 7 (Karte)                                                          | Villa | | |
|    | Goethestraße 26 (Karte)                                                         | Wohnhaus | | |
|    | Goethestraße 28 (Karte)                                                         | Wohnhaus | | |
|    | Großschmiedestraße 1 (Karte)                                                    | Wohn- und Geschäftshaus | | Wohn- und Geschäftshaus                                                                                             |
|    | Großschmiedestraße 9 (Karte)                                                    | Wohnhaus | | Wohnhaus |
|    | Großschmiedestraße 10 (Karte)                                                   | Fassade | | Fassade |
|    | Großschmiedestraße 12b (Karte)                                                  | Hofgebäude | | |
|    | Großschmiedestraße 21 (Karte)                                                   | Wohnhaus | 2-gesch. Wohnhaus von 1689 und 2014/15 saniert | Wohnhaus |
|    | Hegede 3 (Karte)                                                                | Wohn- und Geschäftshaus | | |
|    | Hinter dem Chor 5 (Karte)                                                       | Wohn- und Geschäftshaus | | Wohn- und Geschäftshaus                                                                                             |
|    | Hinter dem Chor 7 (Karte)                                                       | Wohn- und Geschäftshaus | | Wohn- und Geschäftshaus                                                                                             |
|    | Hinter dem Chor 8 (Karte)                                                       | Kemladen | | |
|    | Hinter dem Chor 19 (Karte)                                                      | Wohn- und Geschäftshaus | | Wohn- und Geschäftshaus                                                                                             |
|    | Hinter dem Rathaus 3 (Karte)                                                    | Gaststätte | 4-gesch. Giebelhaus, 2009 bis 2014 saniert, heute mit Restaurant und Museum zur Weingeschichte | Gaststätte |
|    | Hinter dem Rathaus 5 (Karte)                                                    | Wohn- und Geschäftshaus | | Wohn- und Geschäftshaus                                                                                             |
|    | Hinter dem Rathaus 7 (Karte)                                                    | Wohn- und Geschäftshaus | | Wohn- und Geschäftshaus                                                                                             |
|    | Hinter dem Rathaus 9 (Karte)                                                    | Wohn- und Geschäftshaus | | Wohn- und Geschäftshaus                                                                                             |
|    | Hinter dem Rathaus 15 (Karte)                                                   | Keller | | |
|    | Hinter dem Rathaus 18 (Karte)                                                   | Wohnhaus | | Wohnhaus |
|    | Hinter dem Rathaus 21 (Karte)                                                   | Wohn- und Geschäftshaus | | Wohn- und Geschäftshaus                                                                                             |
|    | Hinter dem Rathaus 23 (Karte)                                                   | Hotel zur Sonne | | Hotel zur Sonne |
|    | Hinter dem Rathaus 25 (Karte)                                                   | Wohn- und Bürogebäude | | Wohn- und Bürogebäude                                                                                               |
|    | Hundestraße 2 (Karte)                                                           | Wohnhaus | | Wohnhaus |
|    | Kanalstraße 35, 37, 39 (Karte)                                                  | Wohnhaus | | Wohnhaus |
|    | Kandisplatz 1 (Karte)                                                           | Verwaltungsgebäude | ehemaliges Verwaltungsgebäude der 1889 gegr. Zuckerfabrik | |
|    | Kandisplatz 3, 5 (Karte)                                                        | Beamtenwohnhaus | ehemaliges Beamtenwohnhaus der 1889 gegr. Zuckerfabrik | |
|    | Kleine Hohe Straße 2a (Karte)                                                   | Bürogebäude | ehemaliges Gefängnis | |
|    | Kleine Hohe Straße 11 (Karte)                                                   | Speicher | | |
|    | Kleine Hohe Straße 13 (Karte)                                                   | Wohnhaus | 2-gesch. barockes Wohnhaus von im Wesentlichen um 1790, saniert um 2012/13 | |
|    | Kleine Hohe Straße 15 (Karte)                                                   | Speicher | Brauhaus am Lohberg, erbaut 1452. | Speicher |
|    | Kleine Hohe Straße 22 (Karte)                                                   | Wohnhaus | | Wohnhaus |
|    | Kleine Hohe Straße 24 (Karte)                                                   | Wohnhaus | 2-gesch. barockes Giebelhaus von um 1385 und 1650, vielfach umgebaut und saniert | Wohnhaus |
|    | Krämerstraße 3 (Karte)                                                          | Wohn- und Geschäftshaus | 3-gesch. barockes Haus | Wohn- und Geschäftshaus                                                                                             |
|    | Krämerstraße 4 (Karte)                                                          | Wohn- und Geschäftshaus | 3-gesch. klassizistisches Haus. 1881 Karstadt Stammhaus; heute Reisebüro | Wohn- und Geschäftshaus                                                                                             |
|    | Krämerstraße 6 (Karte)                                                          | Wohn- und Geschäftshaus | | Wohn- und Geschäftshaus                                                                                             |
|    | Krämerstraße 7 (Karte)                                                          | Wohn- und Geschäftshaus | 2-gesch. barockes Haus | Wohn- und Geschäftshaus                                                                                             |
|    | Krämerstraße 8 (Karte)                                                          | Wohn- und Geschäftshaus | 3-gesch. barockes Haus | Wohn- und Geschäftshaus                                                                                             |
|    | Krämerstraße 9 (Karte)                                                          | Wohn- und Geschäftshaus | 2-gesch. barockes Haus mit prägendem Kraggesims | Wohn- und Geschäftshaus                                                                                             |
|    | Krämerstraße 13 (Karte)                                                         | Wohn- und Geschäftshaus | 3-gesch. klassizistisches Haus mit 4-gesch. Mittelteil | Wohn- und Geschäftshaus                                                                                             |
|    | Krämerstraße 15 (Karte)                                                         | Wohn- und Geschäftshaus | | Wohn- und Geschäftshaus                                                                                             |
|    | Krämerstraße 16 (Karte)                                                         | Wohn- und Geschäftshaus | | |
|    | Krämerstraße 17 (Karte)                                                         | Wohn- und Geschäftshaus | | Wohn- und Geschäftshaus                                                                                             |
|    | Krämerstraße 19 (Karte)                                                         | Wohn- und Geschäftshaus | | Wohn- und Geschäftshaus                                                                                             |
|    | Krämerstraße 21 (Karte)                                                         | Wohn- und Geschäftshaus | | Wohn- und Geschäftshaus                                                                                             |
|    | Krämerstraße 23 (Karte)                                                         | Wohn- und Geschäftshaus | | Wohn- und Geschäftshaus                                                                                             |
|    | Krämerstraße 25 (Karte)                                                         | Wohn- und Bürogebäude | | Wohn- und Bürogebäude                                                                                               |
|    | Krämerstraße 27, 29 (Karte)                                                     | Haus | | Haus |
|    | Krönkenhagen 22 (Karte)                                                         | Wohnhaus | | |
|    | Kurze Baustraße 9 (Karte)                                                       | Speicher | | |
|    | Lenensruher Weg 18 (Karte)                                                      | Wohnhaus | | |
|    | Lindengarten (Karte)                                                            | Park | Parkanlage, ehemalige Festungsbastion | Park |
|    | Lübsche Straße 3 (Karte)                                                        | Geschäftshaus | | Geschäftshaus |
|    | Lübsche Straße 5 (Karte)                                                        | Wohn- und Geschäftshaus | | Wohn- und Geschäftshaus                                                                                             |
|    | Lübsche Straße 7 (Karte)                                                        | Wohn- und Geschäftshaus | | |
|    | Lübsche Straße 9 (Karte)                                                        | Wohn- und Geschäftshaus | | Wohn- und Geschäftshaus                                                                                             |
|    | Lübsche Straße 10 (Karte)                                                       | Wohnhaus | | Wohnhaus |
|    | Lübsche Straße 12 (Karte)                                                       | Wohn- und Geschäftshaus | | Wohn- und Geschäftshaus                                                                                             |
|    | Lübsche Straße 13 (Karte)                                                       | Wohn- und Geschäftshaus | | Wohn- und Geschäftshaus                                                                                             |
|    | Lübsche Straße 14 (Karte)                                                       | Wohn- und Geschäftshaus | 2-gesch. barockes Haus von um 1750 mit Bauteilen aus dem Mittelalter und von um 1659, saniert 2008/09–2011/12 | Wohn- und Geschäftshaus                                                                                             |
|    | Lübsche Straße 15 (Karte)                                                       | Wohn- und Geschäftshaus | | Wohn- und Geschäftshaus                                                                                             |
|    | Lübsche Straße 16 (Karte)                                                       | Wohn- und Geschäftshaus | | Wohn- und Geschäftshaus                                                                                             |
|    | Lübsche Straße 17 (Karte)                                                       | Wohn- und Geschäftshaus | | Wohn- und Geschäftshaus                                                                                             |
|    | Lübsche Straße 19 (Karte)                                                       | Wohn- und Geschäftshaus | | Wohn- und Geschäftshaus                                                                                             |
|    | Lübsche Straße 21 (Karte)                                                       | Geschäftshaus | | Geschäftshaus |
|    | Lübsche Straße 23 (Karte)                                                       | Tapete | Die rund 64 m² große Tapete entstand im Jahr 1823 in der Pariser Manufaktur Dufour et Cie und zeigt eine Geschichte aus der griechischen Mythologie, die Reise des Telemachos auf die Insel der Göttin Kalypso. | Tapete |
|    | Lübsche Straße 23 (Karte)                                                       | Wohnhaus | In dem Dielenhaus aus dem 14. Jahrhundert befindet sich seit 2014 eine Ausstellung zum Weltkulturerbe der UNESCO. Es wird seit dieser Zeit als Welt-Erbe-Haus bezeichnet. | Wohnhaus |
|    | Lübsche Straße 25 (Karte)                                                       | Wohnhaus | | Wohnhaus |
|    | Lübsche Straße 27 (Karte)                                                       | Wohn- und Geschäftshaus | | Wohn- und Geschäftshaus                                                                                             |
|    | Lübsche Straße 29 (Karte)                                                       | Wohnhaus | | Wohnhaus |
|    | Lübsche Straße 31 (Karte)                                                       | Kloster, Heiliggeisthospital | Das Heiligen-Geist-Hospital Wismar wurde um 1250 als Armen- und Krankenhaus gegründet. Im Jahre 1323 wurde das Hospital unter päpstlichen Schutz gestellt und mit dem Bau der heutigen Kirche begonnen. | Kloster, Heiliggeisthospital                                                                                        |
|    | Lübsche Straße 37 (Karte)                                                       | Hotel | | Hotel |
|    | Lübsche Straße 38 (Karte)                                                       | Wohn- und Geschäftshaus | | Wohn- und Geschäftshaus                                                                                             |
|    | Lübsche Straße 39 (Karte)                                                       | Wohnhaus | | Wohnhaus |
|    | Lübsche Straße 42 (Karte)                                                       | Wohnhaus | | Wohnhaus |
|    | Lübsche Straße 44 (Karte)                                                       | Wohnhaus | Vorderhaus von um 1650, 4-gesch. klassizistische Schaufassade von um 1800, saniert 2007/08 | Wohnhaus |
|    | Lübsche Straße 48 (Karte)                                                       | Wohnhaus | | Wohnhaus |
|    | Lübsche Straße 50 (Karte)                                                       | Haus | Mittelalterlicher Kern dreier Häuser, um 1790 Umbau zu einem klassizistischen Haus, 1851–1935 und ab 1996 Logenhaus | Haus |
|    | Lübsche Straße 56 (Karte)                                                       | Wohn- und Geschäftshaus | | Wohn- und Geschäftshaus                                                                                             |
|    | Lübsche Straße 57 (Karte)                                                       | Wohnhaus | | Wohnhaus |
|    | Lübsche Straße 58 (Karte)                                                       | Wohn- und Geschäftshaus | 3-gesch. barockes Haus mit um 1992/93 rekonstruierter Straßenfassade | Wohn- und Geschäftshaus                                                                                             |
|    | Lübsche Straße 60 (Karte)                                                       | Wohnhaus | 2-gesch. barockes Haus von 1601, saniert um 1962/63 | Wohnhaus |
|    | Lübsche Straße 66 (Karte)                                                       | Wohnhaus | 2-gesch. barockes Dielenhaus von 1703 mit Resten vom 14. Jh., alte Kemlade, 2010–2015 saniert | Wohnhaus |
|    | Lübsche Straße 67 (Karte)                                                       | Wohnhaus | | Wohnhaus |
|    | Lübsche Straße 69 (Karte)                                                       | Wohnhaus und Kemladen | | Wohnhaus und Kemladen                                                                                               |
|    | Lübsche Straße 71 (Karte)                                                       | Speicher | | Speicher |
|    | Lübsche Straße 72 (Karte)                                                       | Wohnhaus und Kemladen | | Wohnhaus und Kemladen                                                                                               |
|    | Lübsche Straße 73 (Karte)                                                       | Wohnhaus | | Wohnhaus |
|    | Lübsche Straße 74 (Karte)                                                       | Wohnhaus | | Wohnhaus |
|    | Lübsche Straße 75 (Karte)                                                       | Wohnhaus | | Wohnhaus |
|    | Lübsche Straße 76 (Karte)                                                       | Wohnhaus | | Wohnhaus |
|    | Lübsche Straße 77 (Karte)                                                       | Wohnhaus | | Wohnhaus |
|    | Lübsche Straße 78 (Karte)                                                       | Wohnhaus | | Wohnhaus |
|    | Lübsche Straße 80 (Karte)                                                       | Wohnhaus | | Wohnhaus |
|    | Lübsche Straße 83 (Karte)                                                       | Wohn- und Geschäftshaus mit Speicher | | Wohn- und Geschäftshaus mit Speicher                                                                                |
|    | Lübsche Straße 85 (Karte)                                                       | Wohn- und Geschäftshaus und Speicher | | |
|    | Lübsche Straße 87 (Karte)                                                       | Villa | | |
|    | Lübsche Straße 88 (Karte)                                                       | Wohn- und Geschäftshaus | | Wohn- und Geschäftshaus                                                                                             |
|    | Lübsche Straße 90 (Karte)                                                       | Wohnhaus | | |
|    | Lübsche Straße 92 (Karte)                                                       | Wohn- und Geschäftshaus | | |
|    | Lübsche Straße 97 (Karte)                                                       | Villa | | |
|    | Lübsche Straße 108 (Karte)                                                      | Wohnhaus | | |
|    | Lübsche Straße 113 (Karte)                                                      | Wohnhaus | | |
|    | Lübsche Straße 117 (Karte)                                                      | Wohnhaus | | |
|    | Lübsche Straße 133 (Karte)                                                      | Wohnhaus | | |
|    | Lübsche Straße 158 (ehem. Am Köppernitztal) (Karte)                             | Appartementhaus | | |
|    | Lübsche Straße 179 (Karte)                                                      | Villa | | |
|    | Lübsche Straße 187 (Karte)                                                      | Villa | | Villa |
|    | Mecklenburger Straße 1 (Karte)                                                  | Wohnhaus | | |
|    | Mecklenburger Straße 2 (Karte)                                                  | Wohn- und Geschäftshaus | | |
|    | Mecklenburger Straße 4 (Karte)                                                  | Wohn- und Geschäftshaus | | |
|    | Mecklenburger Straße 5 (Karte)                                                  | Wohnhaus | | |
|    | Mecklenburger Straße 6 (Karte)                                                  | Wohn- und Geschäftshaus | | |
|    | Mecklenburger Straße 7 (Karte)                                                  | Geschäftshaus | | |
|    | Mecklenburger Straße 8 (Karte)                                                  | Wohn- und Geschäftshaus | | |
|    | Mecklenburger Straße 10 (Karte)                                                 | Geschäftshaus mit Seitenflügel und Speicher | 4-gesch.klassizistisches verputztes großbürgerliches Wohn- und Gewerbehaus von 1832, um 2012/15 saniert | |
|    | Mecklenburger Straße 11 (Karte)                                                 | Geschäftshaus mit Hintergebäude | | |
|    | Mecklenburger Straße 12 (Karte)                                                 | Wohnhaus und Kemladen | | |
|    | Mecklenburger Straße 18, 20 (Karte)                                             | Postgebäude | Das Postgebäude wurde 1886 erbaut. Es ist im neugotischen Stil aus Backstein errichtet worden. Es ist ein zweigeschossiger Bau mit Walmdach und neun Achsen, wobei jede zweite als Risalit ausgebildet ist. Die Fenster sind dreigeteilt und über beide Geschosse spitzbogig zusammengefasst. | |
|    | Mecklenburger Straße 22 (Karte)                                                 | Wohn- und Geschäftshaus mit Garten | 2-gesch. sog. Mältzhaus von 1566 mit barockem Giebel, saniert um 2010/11 | |
|    | Mecklenburger Straße 24 (Karte)                                                 | Bürohaus | | |
|    | Mecklenburger Straße 28 (Karte)                                                 | Bürohaus | | |
|    | Mecklenburger Straße 36a (Karte)                                                | Haus | Gebäude des ehem. Schwarzen Klosters | |
|    | Mecklenburger Straße 48 (Karte)                                                 | Haus, Koch’sche Stiftung | | |
|    | Mecklenburger Straße 49 (Karte)                                                 | Wohnhaus | | |
|    | Mühlengrube 27 (Karte)                                                          | Mühle, Alte Stadtmühle | | Mühle, Alte Stadtmühle                                                                                              |
|    | Mühlenstraße 32 (Karte)                                                         | Bürohaus | 3-gesch. ehem. Arsenal und Provianthaus von 1698 mit Mezzanin von 1882, Umbauten und Sanierungen von 1750, 1882, 1947 und 1995 als Packhaus, Kornspeicher, Kaserne, Poliklinik, Arbeitsamt und Pflegezentrum | Bürohaus |
|    | Mühlenstraße 29, 31, 33, 35, 37, 39, 41, 43, 45, 47, 49, 51, 53, 55, 57 (Karte) | Siedlung | 2-gesch. Reihenwohnhäuser | Siedlung |
|    | Neustadt 1a, 1b (Karte)                                                         | Schule | Gründerzeitliche Schule von 1856, heute Wohnungen | Schule |
|    | Neustadt 1c, 1d, 1e (Karte)                                                     | Wohnhaus | Haus von 1863 mit mittlerem Giebelrisalit, über 100 Jahre lang Stiftsgebäude der Heilig-Geist-Kirche für ältere Frauen | Wohnhaus |
|    | Neustadt 4 (Karte)                                                              | gemaltes Schriftfeld auf Straßenfassade | | |
|    | Neustadt 23 (Karte)                                                             | Wohnhaus | | Wohnhaus |
|    | Neustadt 24 (Karte)                                                             | Haus | 1- und 2-gesch. Häuser, heute mit Kita und Kinderkrippe | |
|    | Neustadt 25 (Karte)                                                             | Wohnhaus | | Wohnhaus |
|    | Neustadt 46 (Karte)                                                             | Haus | | Haus |
|    | Papenstraße 2a (Karte)                                                          | Haus, Hof der Antoniter | Haus und Hof der Antoniter (D); die Deutschherren (13./14. Jh.) später der Antoniter-Orden) fanden Platz im Stadtquartier Neustadt in der Nähe der Georgenkirche | Haus, Hof der Antoniter                                                                                             |
|    | Papenstraße (Karte)                                                             | Garten des Fürstenhofes, Grünanlage | | Garten des Fürstenhofes, Grünanlage                                                                                 |
|    | Papenstraße 2f (Karte)                                                          | ehemaliges Wohnhaus | | |
|    | Papenstraße 21 (Karte)                                                          | Wohnhaus | | |
|    | Philipp-Müller-Straße (Karte)                                                   | Friedhof, Sowjetischer Ehrenfriedhof | | |
|    | Philipp-Müller-Straße                                                           | Vermessungsstein | | |
|    | Philipp-Müller-Straße 43 (Karte)                                                | Haus | | |
|    | Philosophenweg 1b (Karte)                                                       | Bürogebäude | ehemaliges Bürogebäude des 1888 eröffneten Schlachthofes | Bürogebäude |
|    | Philosophenweg 3 (Karte)                                                        | Villa | Direktorenvilla der 1889 gegründeten Zuckerfabrik | |
|    | Philosophenweg 3b (Karte)                                                       | Geschäftshaus | ursprüngliches Kulturhaus der 1889 gegründeten Zuckerfabrik | |
|    | Platter Kamp 14 (Karte)                                                         | Fabrik | Ruine, ehemalige Malzfabrik, Brauerei VEB Wismaria | Fabrik |
|    | Podeusstraße 1 (Karte)                                                          | Wohnhaus, Rudolf-Kobow-Stiftung | | |
|    | Podeusstraße 3 (Karte)                                                          | Wasserwerk | ursprüngliches Wasserwerk mit Pumpenhaus und Einfriedung | |
|    | Podeusstraße 5 (Karte)                                                          | Wasserturm und Einfriedung | | Wasserturm und Einfriedung                                                                                          |
|    | Rabenstraße 10                                                                  | Wohnhaus | | |
|    | Reuterplatz 1 (Karte)                                                           | villenähnliches Wohnhaus | | |
|    | Rostocker Straße (Karte)                                                        | Friedhof, Soldatenfriedhof Gedenkstätte | Friedhof | |
|    | Rostocker Straße 3 (Karte)                                                      | Wohnhaus | | |
|    | Rostocker Straße 7 (Karte)                                                      | Wohnhaus | | |
|    | Rostocker Straße 9 (Karte)                                                      | Wohnhaus | | |
|    | Rostocker Straße 11 (Karte)                                                     | Wohnhaus | | |
|    | Rostocker Straße 12-32 (Karte)                                                  | Wohnanlage mit Vorgarten und Einfriedung | | |
|    | Rostocker Straße 13 (Karte)                                                     | Wohnhaus | | |
|    | Rostocker Straße 15 (Karte)                                                     | Wohnhaus | | |
|    | Rostocker Straße 17 (Karte)                                                     | Wohnhaus | | |
|    | Rostocker Straße 19 (Karte)                                                     | Wohnhaus | | |
|    | Rostocker Straße 21 (Karte)                                                     | Wohnhaus | | |
|    | Rostocker Straße 23 (Karte)                                                     | Wohnhaus | | |
|    | Rostocker Straße 25 (Karte)                                                     | Wohnhaus | | |
|    | Rostocker Straße 27 (Karte)                                                     | Wohnhaus | | |
|    | Rostocker Straße 29 (Karte)                                                     | Wohnhaus | | |
|    | Rostocker Straße 31 (Karte)                                                     | Wohnhaus | | |
|    | Rostocker Straße 33 (Karte)                                                     | Wohnhaus | | |
|    | Rostocker Straße 35 (Karte)                                                     | Wohnhaus | | |
|    | Rostocker Straße 37 (Karte)                                                     | Wohnhaus | | |
|    | Rostocker Straße 39 (Karte)                                                     | Wohnhaus | | |
|    | Rostocker Straße 73 (Karte)                                                     | Villa | Villa des Fabrikanten der Drahtwarenfabrik | Villa |
|    | Rostocker Straße 76 (Karte)                                                     | Villa und Nebengebäude | | |
|    | Rudolph-Karstadt-Platz 1 (Karte)                                                | Kaufhaus | 4-gesch. Kaufhaus Karstadt aus der Jugendstilzeit von 1907 in Stahlskelettbauweisen nach Plänen von Johannes Busch | Kaufhaus |
|    | Runde Grube 2 (Karte)                                                           | Wohn- und Geschäftshaus | | Wohn- und Geschäftshaus                                                                                             |
|    | Runde Grube 4 (Karte)                                                           | Wohnhaus | | Wohnhaus |
|    | Sargmacherstraße 9 (Karte)                                                      | Wohnhaus | | Wohnhaus |
|    | Schatterau 25a (Karte)                                                          | Fernmeldeamt | Verklinkertes Fernmeldeamt von um 1920/1930 im Stil der Neue Sachlichkeit nach Plänen von A. Eulert. | Fernmeldeamt |
|    | Scheuerstraße 2 (Karte)                                                         | Verwaltungsgebäude, Quartierhaus I und Kaserne I | | Verwaltungsgebäude, Quartierhaus I und Kaserne I                                                                    |
|    | Scheuerstraße 4 (Karte)                                                         | Wohnhaus | | Wohnhaus |
|    | Scheuerstraße 6 (Karte)                                                         | Wohnhaus | | Wohnhaus |
|    | Scheuerstraße 11 (Karte)                                                        | Speicher | Giebelhaus von 1662, Kemlade von 1837, saniert von 2011 bis 2014, heute Wohnungen und Restaurant | Speicher |
|    | Scheuerstraße 11a (Karte)                                                       | Speicher | Dreigeschossiges Giebelhaus von vermutlich um 1800, nach langem Leerstand bis 2016 saniert | Speicher |
|    | Scheuerstraße 13 (Karte)                                                        | Wohnhaus | | Wohnhaus |
|    | Scheuerstraße 15 (Karte)                                                        | Wohnhaus | | Wohnhaus |
|    | Scheuerstraße 15a (Karte)                                                       | Wohnhaus | | Wohnhaus |
|    | Scheuerstraße 17 (Karte)                                                        | Wohnhaus | | Wohnhaus |
|    | Scheuerstraße 19 (Karte)                                                        | Wohnhaus | 3-gesch. neoklassizistische verputzte Giebelhaus aus dem zweiten Viertel des 19. Jahrhunderts, 2003/05 saniert | Wohnhaus |
|    | Schiffbauerdamm (Karte)                                                         | Fischerturm | | Fischerturm |
|    | Schulstraße 7 (Karte)                                                           | Wohnhaus | | |
|    | Schulstraße 9, 11 (Karte)                                                       | Schule, Große Stadtschule | | Schule, Große Stadtschule                                                                                           |
|    | Schulstraße 14 (Karte)                                                          | Wohnhaus, Schabbelsches Witwenhaus | | |
|    | Schweinsbrücke 4 (Karte)                                                        | Wohn- und Geschäftshaus | | Wohn- und Geschäftshaus                                                                                             |
|    | Schweinsbrücke 5 (Karte)                                                        | Wohnhaus und ehemaliger Pferdestall | | |
|    | Schweinsbrücke 6 (Karte)                                                        | Wohnhaus | | Wohnhaus |
|    | Schweinsbrücke 8 (Karte)                                                        | Museum, Schabbellhaus, Stadtgeschichtliches Museum | | Museum, Schabbellhaus, Stadtgeschichtliches Museum                                                                  |
|    | Schweinsbrücke 9 (Karte)                                                        | Wohn- und Geschäftshaus | | Wohn- und Geschäftshaus                                                                                             |
|    | Schweinsbrücke 11 (Karte)                                                       | Wohn- und Geschäftshaus | | Wohn- und Geschäftshaus                                                                                             |
|    | Schweriner Straße 10 (Karte)                                                    | Wohnhaus | | |
|    | Schweriner Straße 12 (Karte)                                                    | Wohnhaus | | |
|    | Schweriner Straße 16                                                            | Fassade der Tivolihalle, Gesellschaftshaus | | |
|    | Schweriner Straße vor Nr. 16                                                    | Ernst-Thälmann-Gedenkstein | | |
|    | Schweriner Straße 16a                                                           | Schützenhaus | | |
|    | Schweriner Straße 17 (Karte)                                                    | Bürogebäude | | |
|    | Speicherstraße 26 (Karte)                                                       | Wohnhaus | | Wohnhaus |
|    | Spiegelberg 12, 14 (Karte)                                                      | Wohnhaus und Pfarramt | | Wohnhaus und Pfarramt                                                                                               |
|    | Spiegelberg 29 (Karte)                                                          | Wohnhaus | | |
|    | Spiegelberg 45 (Karte)                                                          | Wohnhaus | Dielenhaus von 1622, bis 2012 saniert, Bauherr: Deutsche Stiftung Denkmalschutz | Wohnhaus |
|    | Spiegelberg 47 (Karte)                                                          | Wohnhaus | Dielenhaus von 1670, bis 2012 saniert, Bauherr: Deutsche Stiftung Denkmalschutz | Wohnhaus |
|    | Spiegelberg 48a (Karte)                                                         | Speicher | Dielenhaus, 16. Jh. im Stil der Renaissance, Umbau und Sanierung zu einem Wohn- und Bürohaus 2018 | Speicher |
|    | Spiegelberg 54 (Karte)                                                          | Wohnhaus | | Wohnhaus |
|    | Spiegelberg 57 (Karte)                                                          | Wohnhaus | | Wohnhaus |
|    | Spiegelberg 57a (Karte)                                                         | Wohnhaus | | |
|    | Spiegelberg 60 (Karte)                                                          | Wohnhaus | | Wohnhaus |
|    | Spiegelberg 66 (Karte)                                                          | Wohnhaus | | Wohnhaus |
|    | Spiegelberg 68 (Karte)                                                          | Stadttor, Wassertor | Das letzte erhaltene von ehemals fünf Stadttoren der Wismarer Stadtbefestigung | Stadttor, Wassertor                                                                                                 |
|    | St.-Georgen-Kirchhof (Karte)                                                    | Kirche, Georgenkirche | | Kirche, Georgenkirche                                                                                               |
|    | St.-Marien-Kirchhof (Karte)                                                     | Kirchturm, Marienkirche | Das im Zweiten Weltkrieg schwer beschädigte Schiff wurde 1960 gesprengt. | Kirchturm, Marienkirche                                                                                             |
|    | St.-Marien-Kirchhof 3 (Karte)                                                   | Wohnhaus, Archidiakonat | | Wohnhaus, Archidiakonat                                                                                             |
|    | St.-Marien-Kirchhof 4a (Karte)                                                  | Bude | | |
|    | St.-Marien-Kirchhof 7 (Karte)                                                   | Kirche, Neue Kirche | Die evangelische Kirche wurde 1950/1951 erbaut, dabei wurden Ziegel der zerstörten Pfarrhauses der Marienkirche verwendet. Es ist ein einschiffiger Bau mit einem fünfseitigen Chor und einem Satteldach. Im Inneren ein Passionsaltar aus dem 15. Jahrhundert. Weiter befindet sich ein bronzenes Taufbecken aus der Mitte des 16. Jahrhunderts. | Kirche, Neue Kirche                                                                                                 |
|    | St. Nikolaikirchhof (Karte)                                                     | Kirche, Nikolaikirche | Die Kirche St. Nikolai von Wismar wurde von 1381 bis 1487 als Kirche der Seefahrer und Fischer erbaut. Die Nikolaikirche ist als Teil der Wismarer Altstadt seit 2002 auf der Liste des UNESCO-Weltkulturerbes verzeichnet. | Kirche, Nikolaikirche                                                                                               |
|    | St.-Nikolai-Kirchhof 4 (Karte)                                                  | Wohnhaus | | |
|    | Stockholmer Straße (Karte)                                                      | Speicher, Kruse-Speicher | Kruse-Speicher von 1940, ehem. Getreidespeicher, bis 2020 Umbau zu einem Feriendomizil mit 39 Wohnungen | Speicher, Kruse-Speicher                                                                                            |
|    | Stockholmer Straße (Karte)                                                      | Speicher, Ohlerich-Speicher | Ehemaliger Getreidespeicher mit historischem Keller und Innenausbauten; Sanierung und Einrichtung von 48 Ferienwohnungen bis 2019 | Weitere Bilder |
|    | Stockholmer Straße (Karte)                                                      | Speicher, Thormann-Speicher/Löwe-Speicher I | Thormann-Speicher von 1862 + Löwe-Speicher von 1935 stehen zurzeit leer. Thormann-Speicher (rechts) 2005–2011 von außen saniert | Speicher, Thormann-Speicher/Löwe-Speicher I                                                                         |
|    | Turnerweg 6 (Karte)                                                             | Villa | | Villa |
|    | Turnerweg 7 (Karte)                                                             | Villa | | |
|    | Turnerweg 8 (Karte)                                                             | Villa, ehem. Vieth’sche Villa | | Villa, ehem. Vieth’sche Villa                                                                                       |
|    | Turnerweg 9 (Karte)                                                             | Wohnhaus | | |
|    | Turnerweg 11 (Karte)                                                            | Haus | um 1850 als Orthopädisches Institut erbaut | |
|    | Turnerweg 12 (Karte)                                                            | Kirche, St. Laurentius | Die Kirche wurde am 12. Oktober 1902 durch Bischof Hubertus Voß geweiht. | Kirche, St. Laurentius                                                                                              |
|    | Turnplatz 1 (Karte)                                                             | Villa | | |
|    | Turnplatz 2 (Karte)                                                             | Wohnhaus | | |
|    | Turnplatz 3 (Karte)                                                             | Wohnhaus und Gartenpavillon | | |
|    | Turnplatz 4, 4a (Karte)                                                         | Villa | | |
|    | Turnplatz 5 (Karte)                                                             | Schule | | Schule |
|    | Ulmenstraße 15 (Karte)                                                          | Zeughaus | Ehem. 2-gesch. Zeughaus von um 1700, Waffenarsenal von Karl XII. genutzt, saniert, heute Stadtbibliothek und Kulturzentrum | Zeughaus |
|    | Vogelsang 3 (Karte)                                                             | Villa und Garage | | |
|    | Vogelsang 7 (Karte)                                                             | Villa | | |
|    | Vor dem Fürstenhof 1 (Karte)                                                    | Fürstenhof, Schloß | Das Schloß entstand in den Jahren 1512/13. | Fürstenhof, Schloß                                                                                                  |
|    | Wallstraße                                                                      | Stadtmauer | Teil der mittelalterlichen Stadtmauer | |
|    | Wasserstraße 1 (Karte)                                                          | Zollhaus | Das Gebäude wurde 1888 als zweigeschossiger neugotischer Backsteinbau errichtet. Die Hauptfassade mit einem Spitzbogenportal ist zum Hafen hin gerichtet. Der Staffelgiebel ist mit Blenden verziert. | Zollhaus |
|    | Weberstraße 2 (Karte)                                                           | Wohnhaus | | |
|    | Wiesenweg 68 (Karte)                                                            | Friedhof, Ost- und Westfriedhof, Gesamtanlage mit Grabkapelle Martens und den Grabstätten Canow, Crull, Düberg, Frege, Hammer, Hasse, Haupt, Hinstorff-Witte, Liebenthal, Rob. Schmidt, Techen, Thormann, Dr. Unruh sowie Gedenkstätte der Kapp-Putsch-Opfer/Gedenkstätte der Sozialisten (Ostfriedhof), und Gedenkstein für die Fremdarbeiter (Westfriedhof) | Friedhof von 1831/32 nach Plänen von I.G. Borgward mit u. a. neoklassizistisch: Grabeskapelle von 1832 von und für Johann Gottfried Martens, Wohn- und Leichenwärterhauses von 1832, Familiengrab Hasse, Mausoleum Senatorenfamilie Christian Wilhelm Hermes (1778-1850) von 1834, Grabbau der Uhrmacherfamilie Peter Johann Müller von 1832: neogotisch: Grabbau Walsleben von um 1850, Backsteinkapelle Familie Keding von 1884, Grabkapelle Warncke von 1868, Grabkapelle Schlachterfamilie Meyer von um 1871 | |
|    | Wollenweberstraße 25 (Karte)                                                    | Wohnhaus | | Wohnhaus |
|    | Ziegenmarkt 4 (Karte)                                                           | Schmiede | | |
|    | Ziegenmarkt 13 (Karte)                                                          | Wohnhaus | | |
|    | Zum Festplatz 1 (Karte)                                                         | Wohnhaus | Wache der ehemaligen Flakkasernenanlage | |
|    | Zum Festplatz 3 (Karte)                                                         | Relief „Drachentöter“ | an der Freitreppe des ehemaligen Stabsgebäudes der Flakkaserne | |

### Hoben
| ID | Lage                  | Bezeichnung | Beschreibung | Bild     |
| -- | --------------------- | ----------- | ------------ | -------- |
|    | Nr. 2 (B 8) (Karte)   | Büdnerei    |              | Büdnerei |
|    | Nr. 3 (B 1) (Karte)   | Büdnerei    |              | Büdnerei |
|    | Nr. 4 (B 12) (Karte)  | Büdnerei    |              | Büdnerei |
|    | Nr. 11 (B 10) (Karte) | Büdnerei    |              | Büdnerei |
|    | Nr. 12 (B 11) (Karte) | Büdnerei    |              | Büdnerei |

### Kluß
| ID | Lage    | Bezeichnung                                    | Beschreibung | Bild                                           |
| -- | ------- | ---------------------------------------------- | ------------ | ---------------------------------------------- |
|    | (Karte) | Mühle mit Mühlengebäude, Speicher und Gutshaus |              | Mühle mit Mühlengebäude, Speicher und Gutshaus |

### Wendorf
| ID | Lage                                             | Bezeichnung                         | Beschreibung                               | Bild                                |
| -- | ------------------------------------------------ | ----------------------------------- | ------------------------------------------ | ----------------------------------- |
|    | Ernst-Scheel-Straße 19 (Karte)                   | Villa mit Garten und Gartenpavillon |                                            | Villa mit Garten und Gartenpavillon |
|    | Ernst-Scheel-Straße 27 (Karte)                   | Gasthof                             | Hotel Seeblick, ehemalige Hausnummer: 21   | Gasthof                             |
|    | Liselotte-Hermann-Straße 2 (Karte)               | Wohnhaus                            | Platzumbauung Platz des Friedens           |                                     |
|    | Rudi-Arndt-Straße 30                             | Skulptur „Arbeiter“                 |                                            |                                     |
|    | Rudolf-Breitscheid-Straße 15, 17, 19, 21 (Karte) | Ladenzeile                          | östliche Begrenzung des Platz des Friedens | Ladenzeile                          |
|    | Rudolf-Breitscheid-Straße 21a (Karte)            | Hochhaus                            |                                            | Hochhaus                            |
|    | Rudolf-Breitscheid-Straße 23 (Karte)             | Wohnhaus                            | Platzumbauung Platz des Friedens           |                                     |

## Quelle
- Bericht über die Erstellung der Denkmallisten sowie über die Verwaltungspraxis bei der Benachrichtigung der Eigentümer und Gemeinden sowie über die Handhabung von Änderungswünschen (Stand: Juni 1997) (PDF; 956 kB)